# Kjell Aartun
Kjell Aartun (född 6 juli 1925 på Sjernarøy), död 28 maj 2023, var en norsk teolog och filolog. Han har varit statlig stipendiat i semitiska- och kulturvetenskap sedan 1983 och är bland annat känd för en rad kontroversiella verk inom runtolkning och minoisk kultur. Han anses i norska forskningsmiljöer driva pseudovetenskap.
Han är farfar/morfar till sångerskan Susanne Sundfør.

## Akademisk karriär
Aartun blev cand. theol. 1954, tog grekisk fackexamen 1956 och var universitetsstipendiat 1956-1961, och forskningsstipendiat och universitetslektor 1962-1965. Han var därefter stipendiat i Berlin 1965-1968, och lektor/förstaamanuens vid Stavanger lærerhøyskole från 1968 till 1992. I pauser från arbetet i Stavanger var han docent i Jerusalem 1971, direktör för Svenska teologiska institutet i Jerusalem 1974, och docent i semitiska vid Lunds universitet 1976-1978. Han blev dr. philos. med avhandlingen Die Partikeln des Ugaritischen (utgiven i två band, Kevelaer, 1974/1978), om ugaritiska.
Kjell Aartun har varit medlem av Det Norske Videnskaps-Akademi sedan 1986. Han har tilldelats Rogaland Akademis pris, är medlem av 0Deutsche Morgenländische Gesellschaft, och tog emot i augusti 2001 den Norska Kungens förtjänstmedalj i guld för framstående vetenskapligt arbete inom gammalsemitiskt språk och kultur.

## Kontroversiell forskning
I början av 1990-talet började Kjell Aartun att utge en rad böcker inom runologi och minoisk kultur vilka blev uppfattade som kontroversiella. I korthet går hans teorier ut på att alla runskrifter från vikingatiden och äldre, liksom i Osebergfyndet, är skrivet på ett semitiskt språk, delvis med hieroglyfer och Linear A-tecken, och att innehållet är starkt erotiska texter som refererar till en orientalisk fruktbarhetskultur. Utifrån detta menar han att Norge blev befolkat av semitiska stammar 2000 f.Kr, och att dessa blev så dominerande att språk och kultur var semitiskt fram till språket blev ersatt av norrönt runt år 800 e.Kr, utan att efterlämna sig spår. urnordiskt språk (som delvis är rekonstruerat med hjälp av runstenarna) har följaktligen aldrig existerat.  Vidare menar han att också den äldre minoiska kulturen var semitisk, och att han har löst två av skriftforskningens största mysterier, Linear A och Faitos-skivan. Teserna framfördes bl.a. i det omfattande tvåbandsverket Die Minoische Schrift, utgivet på det erkända akademiska förlaget Harrassowitz Verlag med stöd från Norges forskningsråd.
Aartuns runtolkningar och hans teorier om semitiska folkvandringar till Norge mötte starkt motstånd från norska forskare, och i fackmiljöerna blev han beskylld för att driva pseudovetenskap. Internationellt var han en av många som menar att de har dechiffrerat Linear A och Faitos-skivan.